# خارج از کوره
از کوره دررفته (به انگلیسی: Out of the Furnace) فیلمی در ژانر دلهره‌آور، محصول سال ۲۰۱۳ آمریکا است. کارگردانی فیلم را اسکات کوپر بر عهده داشته و ستارگانی چون کریستین بیل، وودی هارلسون، کیسی افلک و فارست ویتاکر در آن به ایفای نقش پرداخته‌اند.

## داستان فیلم
داستان فیلم در خصوص دو برادر است که یکی از آنها (به نام رودنی) سرباز ارتش آمریکا بوده و دیگری (به نام راسل) در کارخانه کار می‌کرده. رودنی برای امرار معاش و کسب درآمد شروع به مبارزه‌های زیرزمینی کرده و بعد از یکی از این مسابقات او را به قتل می‌رسانند، حال برادرش، راس، در صدد انتقام برمی‌آید…